# 지배적 디자인
지배적 디자인은 제임스 M. 어터백과 윌리엄 J. 어버너시가 1975년 도입한 기술경영 개념으로, 사실 표준(de facto standard)이 되는 핵심적인 기술적 특징을 설명한다. 지배적 디자인이란 시장에서 충성을 얻는 디자인이며, 경쟁자와 혁신가가 시장에서 상당한 추종을 받고자 한다면 반드시 준수해야 하는 디자인이다.
새로운 기술이 등장하면(예: 컴퓨터 GUI 운영체제) 기업에서는 다양한 대체 디자인(예: 마이크로소프트의 윈도우, 애플의 Mac OS 및 IBM의 OS/2)을 도입하는 경우가 많다. 점진적인 개선을 통하여 업데이트된 디자인이 출시된다. 어느 시점에는 마이크로소프트 윈도우와 같이 업계 표준으로 받아들여지는 아키텍처가 등장할 수도 있다. 지배적 설계를 통해 표준화를 강제하거나 장려하는 효과가 있으며, 이로 인해 생산이나 기타 보완적인 경제를 구축할 수 있다. 어터백과 수아레즈(1993)는 규모의 경제의 경쟁 효과는 지배적인 디자인이 출현한 이후, 즉 제품 기능과 성능 외에도 비용과 규모를 기반으로 경쟁이 시작될 때만 중요하다고 주장한다.
지배적 디자인은 다른 디자인들보다 좋지 않을 수도 있다. 기술적 경로 의존성 및 반드시 고객의 엄격한 선호제품이 아니기 때문에 나타나는 일련의 주요 기능을 단순히 통합한 것일 수 있다.. 정확한 것은 아니지만 자주 인용되는 예로 QWERTY 키보드가 있는데, 기계식 타자기의 작동 한계점을 극복하도록 설계되었지만 현재는 다른 키보드 설계보다 거의 보편적으로 선호되고 있다. 네트워크 효과, 기술적 우월성 또는 후원 회사의 전략적 수완으로 인해 지배적 디자인은 결국 시장을 장악한다.
지배적인 디자인은 등장하고 나서야 식별되는 경우가 많다. 일부 저자는 어떤 디자인이 50% 이상의 시장 점유율을 획득하면 지배적인 디자인이 등장한다고 생각한다. 보다 더 유망한 접근 방식은 시간이 지남에 따라 여러 회사에서 도입한 특정 제품 혁신을 연구하여 유지할 제품을 결정하는 것이다.

## 이론의 기원
1975년에 어터백과 어버너시는 "지배적 디자인"이라는 개념을 처음으로 소개하였다. 이들은 지배적인 디자인의 출현이 산업 진화의 주요 이정표이며 기업이 산업에서 경쟁하는 방식과 그에 따라 성공하고 승리하는 조직의 유형을 변화시켰다고 주장하였다. 지배적인 디자인은 새로운 기술, 제품 또는 이전 제품 변형에서 독립적으로 도입된 다양한 기술 혁신을 통합한 일련의 핵심 기능일 수 있다. 그러나 이들의 1975년 논문에서는 "지배적 디자인"이라는 용어를 결코 사용하지 않았다. 논문에서는 "지배적 전략"과 "지배적 혁신의 유형"을 의미한다. 그러나 수아레즈와 어터백은 1993년 논문에서는 1975년의 논문을 "지배적인 디자인" 개념의 기원으로 언급하였다. 나중에 동적 역량 이론으로 명성을 얻은 데이비드 티스는 1984년 기술 혁신으로부터의 이익창출에 관한 논문에서 지배적 디자인의 개념을 공개적으로 발전시켰다. 여기서 그는 산업계 기술 진화의 개념적 처리에서 어터백과 어버너시의 공로를 인정하였다.

## 지배적 이론 과정
어떤 특정 디자인이 지배력을 얻는 과정에는 몇 가지 특징적인 단계로 구성되어 있다.
1. 선구적인 회사나 연구 기관은 새로운 상용 제품을 만들거나 기존 디자인을 개선하려는 의도로 R&D를 수행하기 시작한다.
2. 새로운 제품/기술의 첫 번째 작업 프로토타입이 도입되어 경쟁업체에 연구 프로그램의 타당성을 검토하라는 신호를 보낸다.
3. 최초의 상용 제품이 출시되어 처음으로 소비자를 이 새로운 아키텍처에 연결한다. 일반적으로 소규모 고객 그룹을 대상으로 시작한다. 이 이정표는 경쟁업체가 연구 노력을 검토하고 속도를 높이는 "마지막 순간의 요청" 역할을 한다.
4. 초기 시장에서 확실한 선두 주자가 등장한다. 예를 들어, 개인용 컴퓨터 산업에서는 1976년 애플이 출시된 이후 애플 컴퓨터가 지배하였다.
5. 마지막으로, 어느 시점에서 특정 기술 궤적이 지배력을 획득하고 이는 지배 과정에서 최종 단계가 된다.

## 증거와 사례
많은 제품 라인에서 주요 지배적 디자인 단계가 확인되었다. 지배적 디자인이 출현하는 시기는 일반적으로 업계에서 경쟁하는 기업의 수가 최고조에 달하는 시점과 일치한다. 일단 지배적 디자인이 등장하면 생산자와 소비자에게 핵심 기능이 미래 제품에 "필수"라는 메시지를 암묵적으로 보낸다. 지배적 디자인의 예로는 간단한 4가지 기능의 계산기 와 iPod 및 iPhone이 있다. 다른 예로는 다음과 같다.
- 1800년대 후반 교류와 직류의 전류 전쟁 .
- 베타맥스와 VHS간의 비디오 테이프 표준 전쟁, 이 때 VHS가 사실상의 비디오 테이프 표준이 되었음.
- 제록스의 Alto가 도입한 데스크톱 메타포는 PC 운영 체제에서 지배적인 디자인이 되었다.
- 삼성 Z5 MP3 플레이어에 대한 리뷰에서는 애플/iPod이 지배적인 디자인을 분명히 밝혔다[11]
- 어터백의 저서 Mastering the Dynamics of Innovation 에는 많은 업계 사례가 포함되어 있다(아래 참고 자료 참조).
- 가변 피치 프로펠러, 접이식 랜딩 기어, 모노코크, 방사형 공냉식 엔진 및 날개 플랩으로 구성된 지배적인 비행기 설계로 간주되는 Douglas DC-3. (Peter Senges의 저서 The Fifth Discipline on p. 6)

## 혁신과 경쟁구도에 대한 시사점
어터백과 수아레즈는 일단 지배적인 디자인이 등장하면 추가적인 기술 발전 방향, 발전 속도, 그리고 그에 따른 산업 구조와 경쟁 구도 모두에 중대한 영향을 미칠 수 있다고 주장한다. 지배적 디자인이 탄생하기 전에는 기업은 끊임없이 실험하기 때문에 규모의 경제를 누릴 수 없다. 지배적 디자인이 등장한 후 일부 기업은 보완적인 자산을 축적하고 가능한 규모의 경제를 활용하여 업계의 진입 및 이동 장벽을 높힌다. 실험 기간 동안 업계에 진입하는 기업은 잘못된 기술 경로를 선택할 위험이 있지만 올바른 경로를 선택하면 상승 여력이 높다. 지배적 디자인 참여자는 지배적 디자인이 출현한 이후에 진입한 참여자보다 생존 가능성이 더 높은 것으로 나타났다. 어터백과 킴(1985), 앤더슨과 투쉬맨 (1990)은 성숙한 산업을 침범하여 새로운 주기를 시작하는 파괴 효과를 고려하였다. 각 주기에서 기업의 수는 초기("유동" 또는 "발효") 기간에 증가하고, 지배적 디자인의 출현과 함께 정점에 도달하고, 소수의 기업이 업계를 지배할 때까지 감소하다가 중단이 발생하면 다시 시작된다. 새로운 진입 흐름과 산업 생명 주기 재연을 위한 조건을 조성한다.

## 추가 읽기
- 독점

## 참고자료
1. ↑  Suarez, Fernando F. (2004). “Battles for technological dominance: an integrative framework” (PDF). 2024년 1월 15일에 원본 문서 (PDF)에서 보존된 문서. 2024년 1월 14일에 확인함.
2. ↑  Utterback, James (1994년 1월 1일). “Mastering the dynamics of innovation”. 《Harvard Business School Press》. 2024년 1월 15일에 원본 문서에서 보존된 문서. 2024년 1월 14일에 확인함.
3. ↑  Anderson, Philip; Tushman, Michael L. (1990). “Technological Discontinuities and Dominant Designs: A Cyclical Model of Technological Change”. 《Administrative Science Quarterly》 35 (4): 604–633. doi:10.2307/2393511. ISSN 0001-8392. 2024년 1월 15일에 원본 문서에서 보존된 문서. 2024년 1월 14일에 확인함.
4. 1 2  Utterback, James M.; Suárez, Fernando F. (1993년 2월 1일). “Innovation, competition, and industry structure”. 《Research Policy》 22 (1): 1–21. doi:10.1016/0048-7333(93)90030-L. ISSN 0048-7333.
5. ↑  Stamp, Jimmy. “Fact of Fiction? The Legend of the QWERTY Keyboard”. 《Smithsonian Magazine》 (영어). 2019년 5월 7일에 원본 문서에서 보존된 문서. 2021년 7월 5일에 확인함.
6. ↑  Anderson, Philip; Tushman, Michael L. (1990). “Technological Discontinuities and Dominant Designs: A Cyclical Model of Technological Change” (PDF). 2024년 1월 15일에 원본 문서 (PDF)에서 보존된 문서. 2024년 1월 14일에 확인함.
7. ↑  “Strategies for Survival in Fast-Changing Industries”. 1996. 2024년 1월 15일에 원본 문서에서 보존된 문서. 2024년 1월 14일에 확인함.
8. ↑  Utterback, James M; Abernathy, William J (1975년 12월 1일). “A dynamic model of process and product innovation”. 《Omega》 3 (6): 639–656. doi:10.1016/0305-0483(75)90068-7. ISSN 0305-0483. 2020년 2월 6일에 원본 문서에서 보존된 문서. 2024년 1월 14일에 확인함.
9. ↑  Teece, David (1986). “Profiting from technological innovation: Implications for integration, collaboration, licensing and public policy”. 《Research Policy》 15 (6): 285–305. doi:10.1016/0048-7333(86)90027-2.
10. ↑  Suarez, Fernando F. (2004). “Battles for technological dominance: an integrative framework” (PDF). 2024년 1월 15일에 원본 문서 (PDF)에서 보존된 문서. 2024년 1월 14일에 확인함.
11. ↑  Pogue, David (2006년 3월 9일). “Almost iPod, but in the End a Samsung”. 《The New York Times》 (미국 영어). ISSN 0362-4331. 2019년 12월 29일에 원본 문서에서 보존된 문서. 2022년 5월 6일에 확인함.
12. ↑  Utterback, James (1995년 1월 1일). “Dominant designs and the survival of firms”. 《Strategic Management Journal》. 2024년 1월 14일에 원본 문서에서 보존된 문서. 2024년 1월 14일에 확인함.

1. 주요 디자인 변경(Gary S Vasilash)  보관됨 2015-09-24 - 웨이백 머신
2. 발명과 혁신: 소개 – Open University –
3. 핀란드 경제 연구소(Koski 및 Kretschmer)의 이동 전화 분야 혁신 및 주요 설계
4. 세상이 윈도우로 전환한 이유
5. 환경: 기회인가 위협인가? – 클라이브 세이보리
6. 쿼티 자레드 다이아몬드의 저주
7. 제품 개발 과정에서 대학의 역할: 통신 산업을 위한 전략적 고려 사항, Alok K Chakrabati
8. 지배적인 디자인과 기업의 생존 – Utterback과 Suarez  보관됨 2014-02-22 - 웨이백 머신 </link>
9. 어터백, JM, FF 수아레스(1993). '혁신과 경쟁 그리고 산업구조', 연구정책, 22(1), pp. 1-2.